# Königin der Landstraße
Königin der Landstraße ist ein österreichischer Spielfilm aus dem Jahre 1948 von Géza von Cziffra mit Angelika Hauff und Rudolf Prack in den Hauptrollen.

## Handlung
Österreich in den 1920er Jahren. Die attraktive Flora Giebel, die unter dem Namen „Lulu“ als Artistin und Sängerin auftritt, zieht mit dem familieneigenen Zirkus Giebel, einem einfachen Wanderzirkus mit sechs von Pferden gezogenen Wagen, durch die Lande. Den Männern in ihrer Umgebung verdreht Lulu regelmäßig den Kopf. Eines Abends, als sie mit einer Löwendressur-Nummer auftritt, sitzt auch der schmucke Baron Michael Dornberg im Publikum. Als Lulu singt, hängt auch er an ihren Lippen. Er ist wie all die anderen Männer fasziniert von der geheimnisvollen Schönheit der Schwarzhaarigen, ganz zum Verdruss ihres Vaters, des Zirkusdirektors Johannes Giebel. Bei einem Ausritt anderntags begegnen sich Lulu und Michael an einem See wieder. Sie schläft gerade nackt in einem kleinen Hain, als der Baron sie entdeckt und sanft aufweckt. Dann küssen sich beide. Michael nennt die reisende Zirkusartistin die „Königin der Landstraße“.
Die von Dornbergs sind eine sehr standesbewusste Familie und stehen jeder unstandesgemäßen Beziehung, im Übrigen wie die Zirkusleute, außerordentlich skeptisch gegenüber. Als Michael bei der folgenden Vorstellung nicht im Publikum sitzt, ist Lulu etwas enttäuscht. Sie will ihm nicht nachlaufen und sagt Nellie, ihrer Schwester, dass er sie schon finden werde, wenn er nur wolle. Tatsächlich reist er ihrem Zirkus nach. Bald gesteht Michael ihr seine Liebe und bitte Lulu, mit ihm auf seinem Gutshaus zu leben. Doch sie erkennt rasch die Unmöglichkeit dieses Traums, denn die Standesunterschiede sind zu groß. Außerdem fühlt sie sich ganz der Zirkuswelt verbunden. Auch ihr Vater Johannes hat seine Zweifel, ob Lulu an seiner Seite und in seiner Welt glücklich werden kann und sagt dies dem Baron auch ausdrücklich, als dieser bei ihm um ihre Hand anhält. Als Michael ihn dann auch noch darum bittet, seine Zirkus-Herkunft gegenüber seiner blasierten Familie zu verheimlichen, platzt dem Zirkusdirektor der Kragen, und er verweist Michael seines Wohnwagens.
Der Zirkusdirektor würde am liebsten seine geliebte Tochter, die mittlerweile zur Baronin wurde, aus den Fängen dieser sich für etwas besseres haltenden Adeligen „befreien“. Auch das Zirkuskind Lulu, das nun wieder zu Flora wurde, fühlt sich unter all diesen stocksteifen und hochnäsigen Dornbergs äußerst unwohl. Vor allem die biestige Tante Michaels macht mit ihrem Gebaren Flora das Leben auf dem Gutshof schwer. Nichts macht Flora ihr recht. Die Winter geht, der Frühling kommt, und als Flora aus dem Fenster schaut, ruft in ihr das Zirkusblut wieder, die Sehnsucht nach der Landstraße. Von Nellie muss sie erfahren, dass es sowohl dem Zirkus als auch ihrem Vater schlecht geht. Flora eilt zu ihm und versucht, mit ihrem Auftritt die Show zu retten. Unglücklicherweise sitzen die von Dornbergs im Publikum. Als Michael dazu kommt, sprechen sich die beiden aus. Flora, die wieder zu Lulu wurde, macht ihm klar, dass ihre Welt nun einmal der Zirkus ist und bleibt. Beide trennen sich im Guten. Mit den beiden verbliebenen zwei Wagen zieht der winzige Wanderzirkus die Landstraße weiter entlang bis zum nächsten Auftrittsort.

## Produktionsnotizen
Königin der Landstraße entstand im Frühling und Frühsommer 1948 in Wien und Niederösterreich. Die Uraufführung erfolgte am 8. Oktober 1948 in Wien, die deutsche Premiere war am 30. September 1949 in München.
Carl Hofer übernahm die Produktionsleitung. Fritz Jüptner-Jonstorff entwarf die Filmbauten. Otto Untersalmberger kümmerte sich um den Ton. Hanns Jelinek komponierte die Themenmusik. Der erst 20-jährige Karlheinz Böhm diente hier ungenannt als Regieassistent.
Königin der Landstraße ist einer von mehreren im Zirkusmilieu spielenden Kinofilmen (Zirkus Renz, Tromba, Phantom des großen Zeltes), die Angelika Hauff im Laufe ihrer Karriere gedreht hatte.

## Kritiken
“Wenn MARESI davon spricht, dass es einen Adel gibt, dem seine Werte wichtiger sind als das Leben (in diesem Fall allein des Lieblingspferdes, aber die Allegorie greift schon weiter …), dann erzählt KÖNIGIN DER LANDSTRASSE davon, dass in der Nachkriegswelt nun endlich aber auch wirklich alle gesellschaftlichen Schranken fallen dürfen, ja eigentlich auch müssen, so im Rahmen der Demokratisierung. Diese neue Offenheit gegenüber der Welt verstand Géza von Cziffra – ganz der Schmecklecker-Grandseigneur – denn auch im erotischen Sinne und ließ Angelika Hauff nackt zwischen den Teichrosen schwimmen.”
Im Lexikon des Internationalen Films heißt es: „Belangloser Unterhaltungsfilm voller Klischees.“